# كريم بنزيما
كريم حافظ مصطفى بنزيما (
تنطق بالفرنسية: [kaʁim bɛnzema]؛ مواليد 19 ديسمبر 1987) لاعب كرة قدم فرنسي مُحترف، يلعب مهاجمًا وقائدًا مع نادي اتحاد جدة في دوري المحترفين السعودي. يشتهر بنزيما بقدراته الهوائية، ومعدل العمل العالي لديه، وصناعة الألعاب، وحسن الإنهاء. يُعتبر بنزيما أحد أفضل المهاجمين في جيله.
ولد بنزيما في ليون لأبوين من أصول جزائرية من وهران. وبدأ مسيرته الكروية مع نادي مسقط رأسه أولمبيك ليون في 2005، وساهم بشكل متقطع في ثلاثة ألقاب في الدوري الفرنسي. في عام 2008، حصل على لقب أفضل لاعب من الاتحاد الوطني للاعبي كرة القدم المحترفين وكان ضمن فريق العام حيث أنهى الموسم كأفضل هداف في الدوري وفاز بلقبه الرابع وأول كأس فرنسا. في عام 2009، كان بنزيما موضوع انتقال كرة قدم من الاتحاد الفرنسي حينها عندما وقع مع ريال مدريد في صفقة بلغت قيمتها 35 مليون يورو.
بعد الكفاح من أجل إثبات نفسه في موسم ظهوره الأول، حقق في النهاية معدلًا ثابتًا من الأهداف مع النادي، ولا سيما كونه جزءًا من ثلاثي عالي التصنيف إلى جانب كريستيانو رونالدو وغارث بيل - الذي يطلق عليهم اسم بي بي سي - والذين كانا جزءًا لا يتجزأ من أربعة انتصارات في دوري أبطال أوروبا من عام 2014 إلى عام 2014. 2018. وصل بنزيما في النهاية إلى مكانة بارزة في ريال مدريد وحقق 25 لقبًا، تشمل أربعة ألقاب في الدوري الإسباني، ولقبان في كأس الملك، وخمسة ألقاب في دوري أبطال أوروبا، ويحتل المرتبة الثانية في قائمة الهدافين في تاريخ النادي. بالإضافة إلى كونه أكثر من صنع أهدافًا في تاريخ النادي. بعد رحيل رونالدو في عام 2018، انتقل بنزيما من مركز 9 الزائف إلى مهاجم وحيد. تم اختياره ضمن فريق الموسم في الدوري الإسباني لمدة أربع سنوات متتالية من 2018 إلى 2022، وفاز بجائزة أفضل لاعب في الدوري الإسباني مرتين وكأس البيتشيتشي للمرة الأولى في عام 2022. أنهى بنزيما صدارة هدافي دوري أبطال أوروبا حيث فاز بلقبه الخامس. في عام 2022، ثم قاد النادي في موسمه الأخير قبل التوقيع مع الاتحاد في العام التالي. أثناء وجوده في ريال مدريد، حصل بنزيما أيضًا على جائزة أفضل لاعب فرنسي في العام ثلاث مرات.
فاز بنزيما وهو لاعب دولي فرنسي، ببطولة أوروبا تحت 17 سنة 2004، وشارك لأول مرة مع منتخب فرنسا في عام 2007، وكان عمره آنذاك 19 عامًا. ومنذ ذلك الحين، خاض أكثر من 97 مباراة دولية، بما في ذلك مشاركته والتسجيل في ثلاث بطولات كبرى: نسختا أمم أوروبا 2008 و2012 وكأس العالم 2014، والظهور في أربع بطولات كبرى. سجل هدفه الأول للمنتخب في مباراة ودية ضد النمسا، ويحتل المرتبة السادس في قائمة هدافي بلاده في التاريخ. استبعِد بنزيما بشكل مثير للجدل من تشكيلة الفريق لكأس العالم 2010، ولم يلعب لمنتخب فرنسا بعد تورطه في فضيحة ابتزاز لزميل في المنتخب في عام 2015؛ قبل عودته إلى التشكيلة في يورو 2020. أعلن اعتزاله اللعب الدولي في ديسمبر 2022. وقد حصل على لقب أفضل لاعب فرنسي لهذا العام من قبل فرانس فوتبول أربع مرات. حصل بنزيما على جائزة أفضل لاعب في أوروبا لهذا العام لأدائه في عامي 2021 و2022، وجائزة الكرة الذهبية، ليصبح خامس لاعب فرنسي يفوز بجائزة الكرة الذهبية. في عمر 34 عامًا و302 يومًا، أصبح ثاني أكبر فائز عمرًا  بالجائزة بعد ستانلي ماثيوز.

## مسيرته الكروية

### ليون
كانت بدايات بنزيما مع فريق رون ألب برون تيرايليون المحلي في مدينة برون في إحدى ضواحي ليون. جذب تألقه مع الفريق انتباه كشافي نادي أولمبيك ليون فضموه إلى الأكاديمية في عام 1996 وهو في التاسعة من العمر. تدرب بنزيما في أكاديمية نادي ليون وذلك قبل الانضمام إلى الفريق الأول للنادي.صعد نجم بنزيما بسرعة نظرًا لتسجيله 38 هدفاً مع فريق ليون لتحت 16 سنة، وسجل كذلك 12 هدفاً خلال أربعة عشر لقاءًا مع ليون لتحت الـ 18 سنة. أدى تألقه إلى استدعائه لصفوف الفريق الأول من قبل المدرب بول لي جوين، وشارك بنزيما في لقائه الأول في الدوري مع ليون في 15 يناير/كانون الثاني 2005 وذلك خلال موسم 2004–2005 أمام نادي ميتز، حيث دخل كبديل في الدقيقة الـ 77 من المباراة، وفاز  ليون بالمباراة بنتيجة هدفين مقابل لا شيء، وكان الهدف الثاني من صنع بنزيما. وبعدها بخمسة أيام وقع بنزيما عقداً احترافياً مع الفريق لثلاث سنوات. ويذكر بأنه بعد موسمين شارك في أربعة وثلاثين لقاءًا سجل خلالها إثنى عشر هدفًا، منها أول هدف له مع الفريق الأساسي أمام نادي أجاكسيو حيث انتهت المباراة بنتيجة 3–1، بينما كان أول هدف له في دوري أبطال أوروبا أمام نادي روزنبورغ حيث فاز الفريق بنتيجة 2–1.

#### 2007–2009: تميمة النادي
خلال موسم 2007–08 وعلى الرغم من تواجد لاعبين كبار في الفريق مثل فلوران مالودا وجون كارو وسيلفان ويلتورد إلا أن بنزيما صاحب الـ 19 عاماً وقتها غير رقمه في الفريق إلى رقم 10 وأصبح المهاجم الأول في الفريق بعد أن أصبحت له علاقة ممتازة مع المدرب ألان بيران، وقد رد في الملعب وسجل واحدا وثلاثين هدفاً في واحدٍ وخمسين لقاءًا، وأصبح هداف الدوري الفرنسي برصيد 20 هدفاً. سجل أربعة أهداف في بطولة دوري أبطال أوروبا وهدفًا واحدًا في بطولة كوبا دي لا ليغا وستة أهداف في كأس فرنسا، وساعد فريقه في الفوز بالثنائي، وقدم مستويات مذهلة خلال ذلك الموسم، منها تسجيل هاتريك أمام نادي ميتز في 15 أيلول/سبتمبر من ذلك العام، وكذلك سجل هدف التعادل لصالح فريقه في الدقيقة الأخيرة من المباراة عن طريق ركلة حرة أمام نادي سانت ايتيين في ديربي الرون، وكذلك هدفه أمام نادي لانس الذي حاز على رضا وإعجاب العديد من الجماهير.
في بطولة دوري أبطال أوروبا سجل بنزيما هدفين مهمين لفريقه أمام نادي رينجرز في ملعب الخصم (ملعب إيبروكس) في الجولة الأخيرة من دور المجموعات، وفاز الفريق بثلاثة أهداف مقابل لا شيء حتى تأهل الفريق بهذا الفوز إلى الدور التالي من البطولة حيث لعب ليون ضد نادي مانشستر يونايتد الإنجليزي، وسجل كريم من جديد لكن هذه المرة من خارج منطقة الجزاء. انتهت مباراة الذهاب بين الطرفين بنتيجة 1–1، بينما في مباراة الإياب فاز نادي مانشستر يونايتد بنتجية هدفين مقابل هدف فتأهل النادي الإنجليزي إلى الدور التالي بينما خرج بنزيما ورفاقه من البطولة. ومع ذلك، بعد المباراة امتدح مدرب نادي مانشستر يونايتد السير أليكس فيرغسون اللاعب بنزيما على مستوياته المميزة، وبعدها بفترة ليست طويلة أطرى جون ميشيل أيلاس رئيس نادي ليون على كريم.
في 13 آذار/مارس 2008 جدد كريم عقده مع ليون وربطه إلى عام 2013، وبعد تجديد عقده أصبح صاحب أعلى راتب للاعب كرة قدم في فرنسا. وبعد تلك المستويات المميزة الكبيرة التي قدمها للفريق فاز بجائزة أفضل لاعب في الدوري الفرنسي وكذلك اختير ضمن تشكيلة الموسم وفاز بلقب هداف الدوري الفرنسي. كذلك كان كريم ضمن اللاعبين المرشحين للفوز بجائزة الكرة الذهبية في عام 2008 التي فاز بها لاحقاً البرتغالي كريستيانو رونالدو لاعب نادي مانشستر يونايتد في ذلك الوقت.

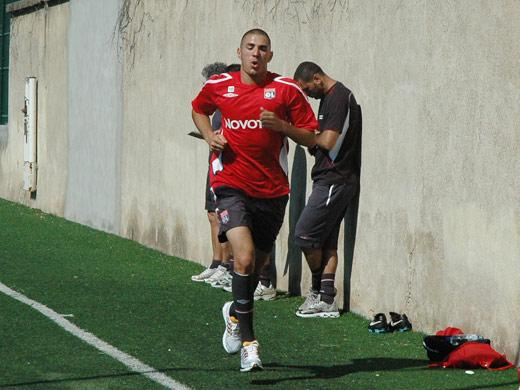
بنزيما يتدرب مع ليون في 2008.

بدأ كريم موسم 2008–2009 بشكل جيد وذلك بعد تسجيل أول هدفين لنادي ليون في الموسم أمام نادي تولوز. وبعد اللقاء الأول للفريق في الدوري بثلاثة أسابيع سجل من جديد أمام جاريه في منطقة رون ألب نادي غرونوبل ونادي سانت ايتيين وأمام نادي نيس وسجل من ضربة جزاء في الثواني الأخيرة من المباراة، ففاز نادي ليون بمبارياته الثلاث الأولى بسبب أهدافه المبكرة. في ذلك الوقت نفى ئيس النادي جون ميشيل أولا ارتباط اللاعب بالخروج والانتقال من الفريق بمبلغ 100 مليون يورو، كما اختير كريم مع فرانك ريبيري ليكونا على غلاف لعبة فيفا 09 للنسخة الفرنسية. سجل بنزيما هدفه الثاني عشر في 29 تشرين الثاني/نوفمبر 2008 أمام نادي سوشو حيث فاز بنزيما وأصدقاؤه بالمباراة بنتيجة هدفين مقابل لا شيء، وسجل خلال نفس الأسبوع أمام نادي لو مان حيث فاز الفريق أيضاً بنفس النتيجة بهدفين مقابل لا شيء. كان كريم ضمن هدافي دوري أبطال أوروبا في أوقات دور المجموعات حيث سجل خمسة أهداف، هدفان منها كانت أمام نادي ستيوا بوخارست، وهدفان أمام نادي فيورنتينا وهدف واحد أمام بايرن ميونخ.
بعد استراحة الشتاء، عانى بنزيما من عدم التسجيل لثلاث مباريات، لكن بعد ذلك سجل من جديد هدفه الحادي عشر في الدوري أمام نادي نيس حيث انتهى اللقاء بنتيجة ثلاثة أهداف مقابل هدف. بعدها بأسبوعين سجل هدفه الثاني عشر في الدوري أمام نادي نانسي في مباراة فاز فيها فريقه بهدفين مقابل لا شيء. وفي المباريات التسع التالية لم يكن ليون ولا بنزيما في مستوى جيد، حيث خسر الفريق أربع مباريات وتعادل في ثلاث وفازوا في لقائين فقط، وخلال تلك الفترة سجل بنزيما هدفين فقط كانا أمام نادي لو مان حين فاز الفريق بنتيجة ثلاثة أهداف مقابل هدف.
بعد تلك النتائج السيئة التي حققها الفريق سقط ليون من المركز الأول في سلم ترتيب الدوري الفرنسي وفشل في المنافسة على اللقب بعد أن حققه لمدة سبع سنوات متتالية كان بنزيما مع الفريق في أربع منها. وعلى الرغم من فشل الفريق في المنافسة على اللقب، إلا أن بنزيما سجل هدفيه الخامس عشر والسادس عشر في 17 مايو 2009 أمام نادي مارسيليا، حيث فاز الفريق بثلاثة أهداف مقابل هدف وحيد، والهدف الأول أتى عن طريق ضربة جزاء. سجل كريم هدفه رقم 17 أمام نادي اس ام كاين، وفاز الفريق بذلك اللقاء بنتيجة ثلاثة أهداف مقابل هدف وحيد، وصعد الفريق إلى المركز الثالث في النهاية بينما بنزيما كان الهداف الثاني في الدوري الفرنسي مع اللاعب الآخر غيوم هوارو.

### ريال مدريد
في 1 يوليو 2009 أُعلن بأن نادي ليون توصل إلى اتفاق مع نادي ريال مدريد الإسباني بشأن انتقال اللاعب كريم بنزيما، والصفقة كانت تقدر بـ35 مليون يورو، ومع إمكانية صعود الصفقة إلى 41 مليون يورو في حالة تحقيق بعض الشروط بين الطرفين حسب ما هو مكتوب في العقد. في 9 يوليو أنهى بنزيما الفحوصات الطبية ووقع بعقد مع النادي يمتد لمدة ستة سنوات، وخلال نفس اليوم ذلك تم تقديمه رسمياً للإعلام كلاعب ريال مدريد جديد. كما يذكر بأن تم عمل نفس هذه الحفلة سابقاً مع نجوم مدريد الجدد بذلك الوقت كالبرازيلي كاكا والبرتغالي كريستيانو رونالدو.

#### 2009–10: الانتقال والتكيف في إسبانيا

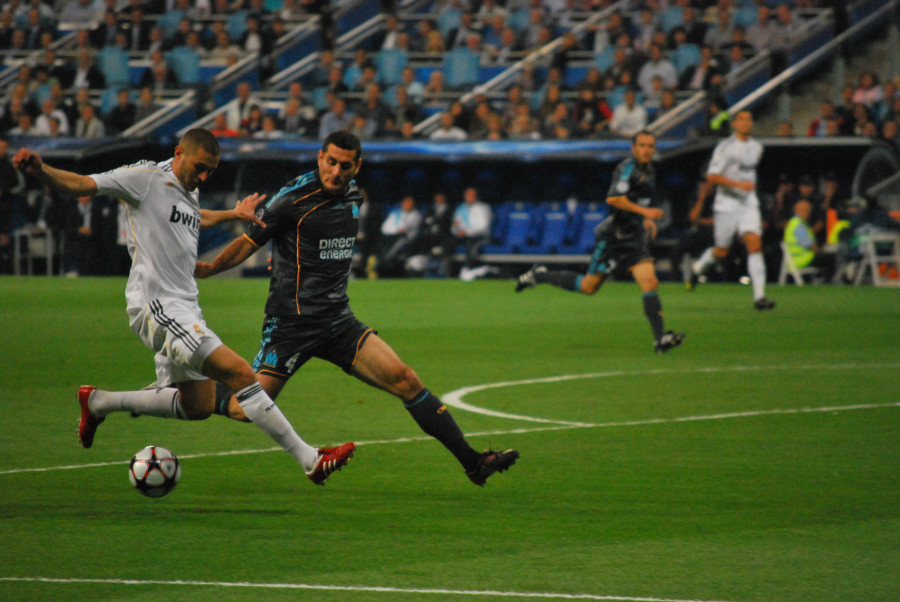
بنزيما يلعب ضد مرسيليا في مباراة في دوري أبطال أوروبا 2008–09.

بنزيما شارك بأول لقاء له مع ريال مدريد في 20 يوليو في لقاء الفريق الأول في فترة الاستعدادات أمام شامروك روفرز في دبلن، ودخل في الشوط الثاني وسجل هدفاً للفريق حيث فاز الفريق بفضل ذلك الهدف الذي أتى بدقيقة الـ87. و 24 أغسطس 2009 بنزيما سجل هدفين لريال مدريد أمام نادي روسنبورغ حيث فاز الفريق بنتيجة أربعة أهداف مقابل لا شيء. وبهذا الفوز فاز الفريق بكأس سانتياغو برنابيو. وجميع أهدافه في فترة الاستعدادات كانت تقدر بخمسة أهداف، ليكون هداف الفريق بتلك الفترة مع القائد راؤول.
وقد شارك كريم بأول لقاء له في الدوري الإسباني في 29 أغسطس أمام نادي ديبورتيفو لاكورونيا. وسجل أول هدف رسمي له مع ريال مدريد في مدريد أمام خيريث. بعد غيابه في مباراة منتصف الأسبوع ضد فياريال، شارك ضد تينيريفي في نهاية الأسبوع ليسجل بنزيما أول ثنائية له مع ريال مدريد في فوز مباراة الفوز 3–0 على أرضه. شارك لأول مرة في دوري أبطال أوروبا مع مدريد في 30 سبتمبر في مرحلة المجموعات ضد مرسيليا. في تلك المباراة، صنع بنزيما هدف كريستيانو رونالدو. في 7 نوفمبر، في أول مباراة يخوضها في ديربي مدريد ضد أتلتيكو مدريد، صنع بنزيما هدف مدريد الثاني الذي سجله مارسيلو. أنتهت المباراة بالفوز 3–2.
انتهى بنزيما الموسم بتسجيله 9 أهداف في 33 مباراة.

#### 2010–11: دعامة الفريق الأول

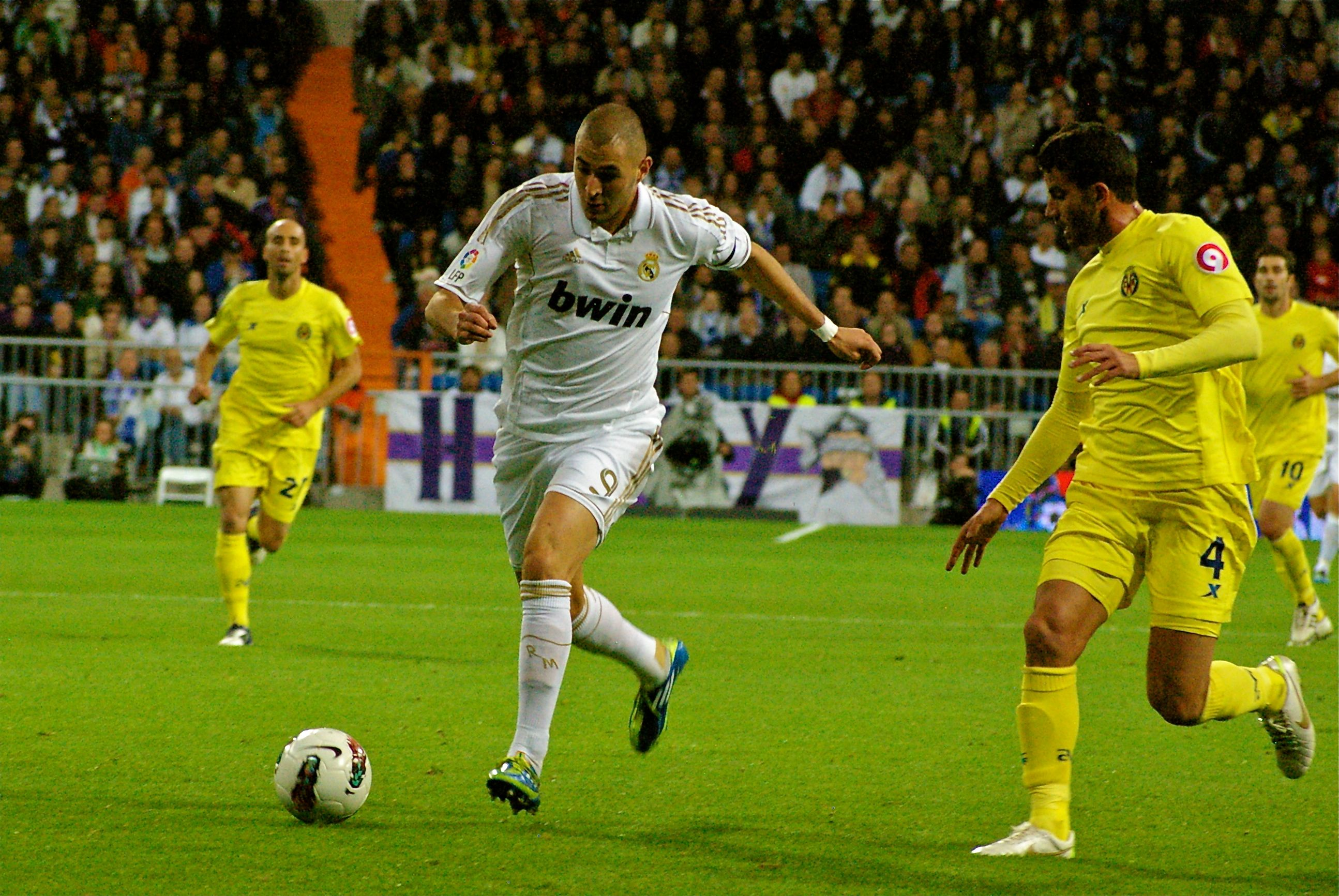
بنزيما يلعب ضد فياريال في مباراة بالدوري.

قبل بداية موسم 2010–11، ارتدى بنزيما القميص رقم 9 بعد قدوم المدير الفني الجديد جوزيه مورينيو.
بسبب تفضيل مورينيو لرونالدو وهيغواين كمهاجمين للفريق، بدأ بنزيما الموسم كبديل على مقاعد البدلاء في مباراة الفريق الافتتاحية في الدوري ضد مايوركا. بعد نهاية التوقف الدولي، شارك بنزيما في أول مباراة له في مباراة الفوز 1–0 ضد أوساسونا. في 21 سبتمبر، شارك بنزيما كبديل وسجل هدفه الأول في الموسم في مباراة الفوز 3–0 ضد إسبانيول. بعد ذلك، فشل المهاجم الفرنسي في تسجيل أي هدف محلي لمدة شهرين.
في أول مباراة يشارك فيها كأساسي، سجل هدفه الأول في دوري أبطال أوروبا لهذا الموسم في مرحلة المجموعات ضد أياكس الهولندي. في الجولة الأخيرة من مرحلة المجموعات ضد أوكسير الفرنسي، سجل بنزيما أول هاتريك له مع النادي في مباراة الفوز 4–0. الهدف الأول الذي سجله كان الهدف رقم 300 لريال مدريد في حقبة دوري الأبطال. في أواخر شهر يناير، وللمرة الأولى في مسيرته مع ريال مدريد، سجل بنزيما أهدافه في مباراتين متتاليتين.
أنهى الموسم كثاني هدافي الفريق خلف رونالدو برصيد 26 هدف، بعد أن فاز مع ريال مدريد بكأس ملك إسبانيا ليحقق بنزيما أول ألقابه مع النادي. بالنسبة لأدائه خلال الموسم، ولا سيما خلال الدور الثاني، أشاد به مدرب ناديه مورينيو ومسؤولي النادي فلورنتينو بيريز وإيميليو بوتراغينيو، وكذلك مدرب المنتخب الوطني لوران بلان.

#### 2011–12: أول بطولة دوري

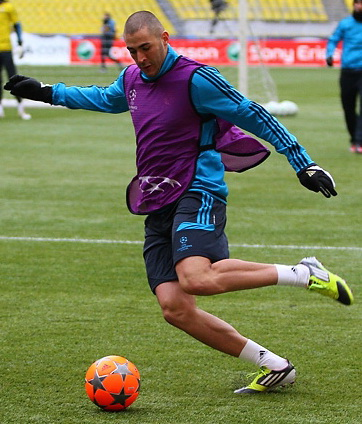
بنزيما يتدرب مع ريال مدريد في دوري أبطال أوروبا 2011–12

قبل بداية موسم 2011–12، أخذ بنزيما بنصيحة مواطنيه بلان وزيدان، حيث ذهب إلى ميرانو في إيطاليا وخضع لعلاج لتقليل وزنه.
لعب بنزيما أول مباراة رسمية له في موسم 2011–12 في كأس السوبر الأوروبي 2011 ضد برشلونة. في المباراة، شارك كأساسي وصنع الهدف الافتتاحي في المباراة الذي سجله مسعود أوزيل. في مباراة الإياب، سجل بنزيما هدف التعادل 4–4 بمجموع المباراتين. وبعد ذلك بست دقائق سجل مهاجم برشلونة ميسي الهدف الثالثة لفريقه بالمباراة ليخسر بنزيما ومدريد اللقب. شارك بنزيما لأول مرة في الدوري مع مدريد في مباراة الفوز 6–0 ضد ريال سرقسطة.
في 10 ديسمبر 2011، سجل بنزيما الهدف الافتتاحي في مباراة هزيمة مدريد 3–1 أمام برشلونة في الكلاسيكو. الهدف الذي سجله في الثانية الـ21 فقط من المباراة، كان أسرع هدف سجل في تاريخ الكلاسيكو. بعد ثلاثة أيام من كسره للرقم القياسي، تم اختيار بنزيما كأفضل لاعب فرنسي عن أدائه خلال عام 2011. متفوقا على مدافع برشلونة إريك أبيدال وحارس مرمى ليون هوغو لوريس.
في 24 مارس، سجل بنزيما هدفين في مباراة الفوز 5–1 أمام ريال سوسييداد. هذان الهدفان جعلاه أفضل هداف فرنسي في تاريخ الدوري الأسباني متفوقاً على زيدان. في 29 أبريل، قدم بنزيما أداء رائع وسجل هدفين وصنع على آخر في مباراة الفوز 3–0 على إشبيلية. كانت هذه ثنائيته السابعة في الموسم ليساعد مدريد على الاقترب من تحقيق لقب الدوري بعد غياب أربع سنوات. حقق اللوس بلانكوس لقب الدوري رقم 23 في الأسبوع التالي بعد الفوز 3–0 أمام أتلتيك بيلباو. حيث شارك بنزيما كبديل في الشوط الثاني من المباراة.

#### 2012–2016: استمرار النجاح القاري
في الجولة الأولى من دوري أبطال أوروبا، سجل بنزيما هدف التعادل أمام مانشستر سيتي في المباراة التي أنتهت بالفوز 3–2 على ملعب سانتياغو برنابيو. في يوم 18 ديسمبر 2012 وقبل يوم واحد من يوم ميلاده الخامس والعشرين، حصل بنزيما على جائزة أفضل لاعب فرنسي لعام 2012 للسنة الثانية على التوالي.
في 2 مارس 2013، افتتح بنزيما التسجيل ضد برشلونة في مباراة الكلاسيكو بالدوري على سانتياغو برنابيو. وانتهت المباراة بفوز ريال مدريد 2–1. وتصبح هذه المرة الثانية التي يتغلب فيها على برشلونة في غضون أسبوع. في 30 أبريل 2013، سجل بنزيما هدف واحد وصنع هدف سيرخيو راموس في نصف نهائي دوري أبطال أوروبا ضد دورتموند.
بدأ بنزيما موسم 2013–14 بتسجيله في مباراة الفوز 2–1 على ريال بيتيس على ملعب سانتياغو برنابيو. وسجل مرة أخرى بعد أسبوع واحد في مباراة الفوز 1–0 خارج أرضه ضد غرناطة. بعد أربع مباريات دون تسجيل (مباراتان مع ريال مدريد ومباراتان مع فرنسا)، عاد وهز الشباك مرتين في مباراة الفوز 6–1 خارج ملعبه ضد غلطة سراي في دوري أبطال أوروبا. في 18 يناير 2014، سجل هدفه رقم 100 مع ريال مدريد في مباراة الفوز 5–0 ضد ريال بيتيس. في 23 مارس، سجل بنزيما هدفين ضد الغريم التقليدي برشلونة في الكلاسيكو على ملعب سانتياغو برنابيو من كرتين عرضية من أنخيل دي ماريا، ليصل إلى هدفه السابع عشر في الليغا. ورغم ذلك خسر المباراة بنتيجة 4–3.

كان بنزيما جزءًا من التشكيلة الأساسية لريال مدريد في نهائي كأس ملك إسبانيا 2014 في 16 أبريل على ملعب ميستايا. صنع الهدف الأول في المباراة لأنخيل دي ماريا قبل أن يسجل غاريث بيل هدف الفوز للملكي لتنتهي المباراة بنتيجة 2–1. بعد أسبوع واحد، سجل بنزيما الهدف الوحيد في مباراة الفوز في ذهاب دور نصف النهائي لدوري أبطال أوروبا ضد بايرن ميونيخ. وفاز النادي لاحقاً في النهائي في مايو. كون ثلاثي هجومي في ريال مدريد بجانب بيل وكريستيانو واطلق عليهم اسم «بي بي سي». أنهوا الموسم بتسجيلهم 97 هدف.

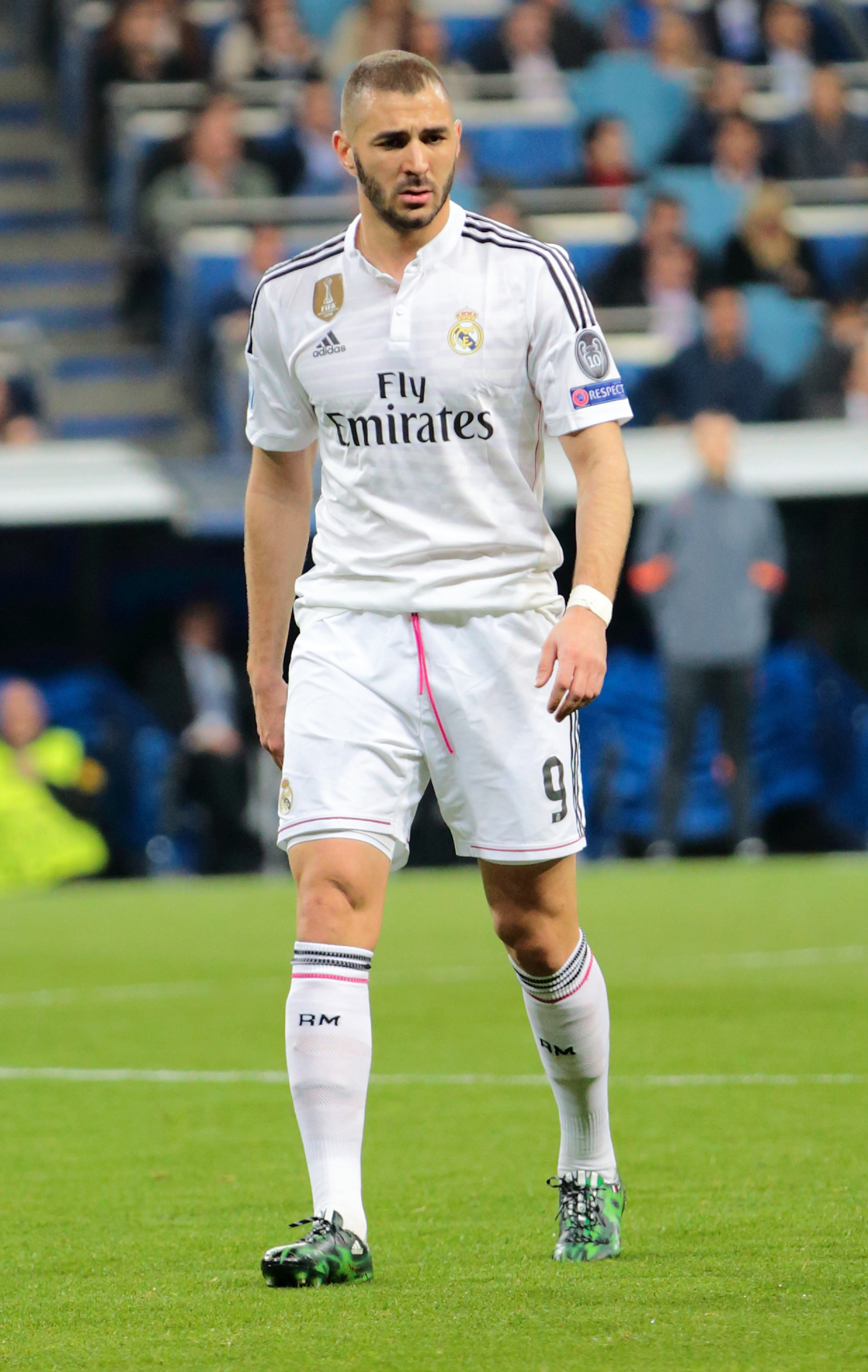
بنزيما يلعب مع ريال مدريد خلال موسم 2014–15

في 6 أغسطس 2014، أعلن ريال مدريد أن بنزيما قد وقع عقدا جديدا لمدة خمس سنوات سيبقيه في النادي حتى عام 2019. في 12 أغسطس 2014، لعب بنزيما 90 دقيقة كاملة في مباراة فوز ريال مدريد 2–0 ضد إشبيلية في كارديف ليحقق لقب كأس السوبر الأوروبي.
في 16 سبتمبر 2014، سجل بنزيما الهدف رقم 1000 لنادي ريال مدريد في المنافسة الأوروبية في مباراة الفوز 5–1 على بازل في الجولة الأولى من مرحلة المجموعات بدوري أبطال أوروبا. سجل هدف في مباراة الفوز 2–0 خارج ملعبه ضد لودوغورتس رازغراد في دوري أبطال أوروبا بعد أن دخل كبديل في الشوط الثاني. في نهاية الأسبوع التالي، سجل هدفين في مباراة الفوز 5–0 على أتلتيك بيلباو في الدوري الإسباني.
تم اختيار بنزيما كأفضل لاعب في في الدوري الأسباني لشهر أكتوبر 2014، وفاز مدربه كارلو أنشيلوتي بجائزة أفضل مدرب في الدوري الإسباني لنفس الشهر.
أحرز بنزيما هاتريك مباراة الفوز على مالمو 8–0 في 8 ديسمبر 2015. في 20 ديسمبر 2015، سجل هاتريك آخر في مباراة الفوز 10–2 على رايو فايكانو.
كان يشارك كأساسي عندما فاز ريال مدريد ببطولة دوري أبطال أوروبا 2015–16.

#### 2016–2021: ثالث لقب دوري، ورابع لقب أوروبي

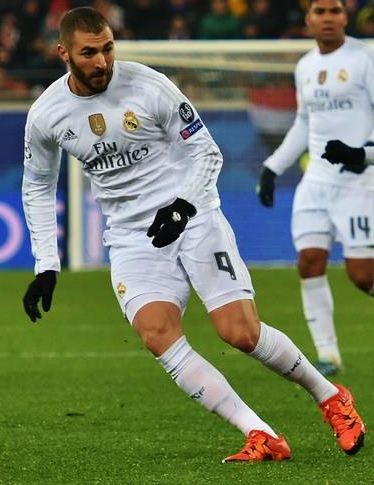
بنزيما يلعب مع ريال مدريد في 2015

في ديسمبر 2016، استدعي بنزيما لتشكيلة ريال مدريد المشاركة في كأس العالم للأندية 2016 في اليابان. في مباراة نصف النهائي ضد نادي أمريكا في 15 ديسمبر، سجل بنزيما في اللحظات الأخيرة من الشوط الأول، مما ساعد الفريق على الفوز بالنهاية 2–0. وبعد ثلاثة أيام وفي النهائي ضد كاشيما أنتلرز، افتتح بنزيما التسجيل في الدقيقة التاسعة، وصنع أيضًا الهدف الثاني لرونالدو، حيث فاز ريال مدريد 4–2 في الوقت الإضافي بعد أن انتهى الوقت الأصلي 2–2 ليحرز لقبه الثاني. كان هذا هو اللقب العاشر لبنزيما مع ريال مدريد.
في 15 فبراير 2017، في مباراة الذهاب من دور ال16 من دوري أبطال أوروبا 2016–17 ضد نابولي، سجل بنزيما أول هدف لريال مدريد في مباراة الفوز 3–1 على أرضه، وهو هدفه رقم 51 في هذه المسابقة، متفوقاً على تييري هنري في قائمة أفضل هدافي دوري أبطال أوروبا عبر التاريخ. وكان هذا الهدف هدفه الأول في ست مباريات، ومن أجل أداءه تم اختياره كرجل المباراة.
كان لاعبًا أساسياً، وسجل الهدف الأخير في الموسم الذي وصل به إلى الهدف رقم 12 خلال الموسم عندما فاز ريال مدريد بالدوري الإسباني 2016–17 ودوري أبطال أوروبا 2016–17.
في يوم 20 سبتمبر 2017، وقع بنزيما عقدًا يبقيه في النادي حتى عام 2021. في وقت لاحق وفي يوم 6 مارس من العام التالي، شارك بنزيما في مباراته رقم 100 في دوري أبطال أوروبا من خلال لعبه في مباراة الفوز 2–1 على ملعب بارك دي برينس ضد باريس سان جيرمان في مباراة الإياب من دور الـ16 ليتأهل الريال للدور المقبل بعد فوزه بمجموع المباراتين 5–2. لعب بنزيما مباراته رقم 400 في جميع المسابقات مع ريال مدريد يوم 31 مارس في مباراة الفوز 3–0 على لاس بالماس، وكان قائداً للفريق في تلك المباراة وسجل هدف من ركلة جزاء. وفي 1 مايو قاد كريم فريقه للتأهل إلى نهائي دوري أبطال أوروبا 2018 للمرة الثالثة على التوالي على حساب بايرن ميونخ بعد تسجيله لهدفين في إياب نصف النهائي على ملعب سانتياغو برنابيو في المباراة التي أنتهت بنتيجة 2–2 (4–3 في مجموع المباراتين).
في 7 نوفمبر 2018، سجل بنزيما هدفين في مباراة الفوز 5–0 أمام فيكتوريا بلزن في مرحلة المجموعات من دوري أبطال أوروبا، ليصل إلى الهدف رقم 200 له مع النادي. ليكون سابع لاعب من ريال مدريد يصل إلى هذا الإنجاز. سجل ثلاثة أهداف في ست مباريات من دور المجموعات، جميعها كانت ضد فيكتوريا بلزن، مما ساعد ريال مدريد على تصدر المجموعة ص. في وقت لاحق من يوم 13 فبراير من العام التالي، في مباراة الذهاب من دور الستة عشر، سجل بنزيما الهدف الافتتاحي في مباراة الفوز 2–1 على أياكس، حيث وصل إلى هدفه رقم 60 في دوري أبطال أوروبا، ليصبح رابع لاعب يصل لهذا الرقم –بعد كل من راؤول وكريستيانو رونالدو وليونيل ميسي–.
سجل بنزيما أول أهدافه مع ريال مدريد في موسم 2019–20 في 17 أغسطس في مباراة الفوز 3–1 خارج أرضه على سيلتا فيغو في مباراة الافتتاح في الدوري الإسباني. في وقت لاحق، في 6 نوفمبر، سجل هدفين في فوز ريال مدريد بنتيجة 6–0 على غلطة سراي، محققاً رقمين جديدين: أصبح ثاني لاعب –بعد ليونيل ميسي– يسجل في 15 موسماً متتالياً في دوري أبطال أوروبا وأيضاً ثالث لاعب لريال مدريد يسجل 50 هدفًا في المسابقة. وقد تلقى الإشادة عن أدائه من قبل المدير الفني زين الدين زيدان، الذي وصفه بأنه أسطورة وقارنه أيضًا بكريستيانو رونالدو. بعد ذلك بثلاثة أيام، في مباراة الدوري التالية، سجل هدفين في الشوط الأول في الفوز 4–0 على إيبار، متجاوزًا فيرينتس بوشكاش ليصبح هداف النادي السادس على عبر التاريخ في الدوري الإسباني برصيد 157 هدفًا من 323 مباراة.
في فبراير 2020، مدد بنزيما عقده مع ريال مدريد حتى عام 2022. في 1 مارس، شارك في مباراته رقم 500 مع ريال مدريد في الفوز 2–0 على أرضه أمام برشلونة في الكلاسيكو، ليصبح اللاعب الرابع عشر في تاريخ النادي يُصل إلى هذا الرقم. في 16 يوليو، سجل بنزيما ثنائية في مباراة الفوز 2–1 ضد فياريال ليحقق الملكي لقب الدوري رقم 34 في تاريخه، والثالث لبنزيما كلاعب لريال مدريد. انهى بنزيما الموسم بتسجيله 21 هدف في الدوري و27 هدف في جميع المسابقات.
في 4 أكتوبر 2020، سجل بنزيما هدفه رقم 250 مع ريال مدريد في جميع المسابقات، في الفوز 2–0 على ليفانتي. في 27 أكتوبر، سجل هدفًا في التعادل 2–2 ضد بوروسيا مونشنغلادباخ في دوري أبطال أوروبا، ليصبح ثاني لاعب في التاريخ بعد ليونيل ميسي يسجل في 16 موسمًا متتاليًا من دوري أبطال أوروبا. في 9 ديسمبر، سجل ثنائية في الفوز 2–0 على بوروسيا مونشنغلادباخ ليقود فريقه إلى مرحلة خروج المغلوب في دوري أبطال أوروبا. في 10 أبريل، سجل الهدف الأول ضد برشلونة في الكلاسيكو مما أدى إلى الفوز 2–1. في 21 أبريل، سجل بنزيما ثنائية وصنع آخر في الفوز 3–0 خارج ملعبه على قادش، مما يعني أنه سجل ضد جميع الفرق الـ35 التي لعبها ضدها في الدوري الإسباني. في 27 أبريل، استطاع أن يعادل رقم راؤول كأكثر رابع لاعب تسجيلًا للأهداف في دوري أبطال أوروبا من خلال تسجيله لهدف عن طريق ركلة مقصية ضد تشيلسي في ذهاب نصف نهائي دوري أبطال أوروبا.

#### 2021–22: نائب الكابتن، ورابع لقب الدوري، وهداف دوري أبطال أوروبا، وجائزة الكرة الذهبية
مع رحيل سيرخيو راموس إلى باريس سان جيرمان، تمت ترقية بنزيما إلى منصب نائب قائد ريال مدريد لموسم 2021–22 تحت قيادة أنشيلوتي. في 14 أغسطس، سجل بنزيما ثنائية ضد ألافيس حيث بدأ اللوس بلانكوس موسم الدوري بالفوز 1–4 خارج الديار ليتربع على صدارة الترتيب. كانت تسديدة بنزيما في الشوط الأول هي أول هدف رسمي تحت قيادة أنشيلوتي في فترته الثانية. بعد ستة أيام، وقع بنزيما على تمديد عقده مع ريال مدريد يبقيه في النادي حتى عام 2023.
سجل هاتريك في الفوز 5–2 على سيلتا فيغو في 12 سبتمبر، حيث عاد ريال مدريد إلى البرنابيو لأول مرة منذ مارس 2020. كان بنزيما، مرتديًا شارة القيادة، أول قائد لريال مدريد يسجل هاتريك منذ راؤول في 2008. بعد أسبوع واحد، تعاون بنزيما وفينيسيوس جونيور بهدفين في الدقائق القليلة الأخيرة ضد فالنسيا في ميستايا. الهدف الأول في الدقيقة 85 عندما سجل فينيسيوس هدف التعادل من تمريرة بنزيما، قبل أن يسجل بنزيما هدف الفوز في الدقيقة 88 عبر عرضية من فينيسيوس  ليكمل الفريق عودة رائعة ويحقق ريال مدريد فوزه الأول على ملعب ميستايا منذ أربعة مواسم. في 22 سبتمبر، سجل بنزيما ثنائية ومرر تمريرتين حاسمتين أخرى في الفوز 6–1 على مايوركا في البرنابيو. سمحت الثنائية لبنزيما بأن يصبح رابع لاعب لريال مدريد فقط في التاريخ يسجل 200 هدف في الدوري الإسباني بعد دي ستيفانو وراؤول وكريستيانو رونالدو. مع 15 هدفًا (8 أهداف، 7 تمريرات حاسمة) بعد أول ست مباريات في الدوري الإسباني، أصبح بنزيما أول لاعب في القرن الحادي والعشرين يحقق هذا الإنجاز. في 28 سبتمبر، أصبح بنزيما أول لاعب في التاريخ يسجل في 17 موسماً متتالياً من دوري أبطال أوروبا بعد أن سجل أول ركلة جزاء له في المسابقة في مباراة الخسارة 1–2 على أرضه أمام شريف في دور المجموعات.
في 22 أكتوبر، سجل بنزيما هدف ريال مدريد رقم 1000 في دوري الأبطال في البرنابيو ضد شاختار دونيتسك. خلال المباراة، وصل بنزيما إلى هدفيه 291 و292 مع النادي، مما جعله رابع أفضل هداف على الإطلاق، متجاوزًا سانتيانا. مع هدفه ضد إشبيلية في الدوري الإسباني في 28 نوفمبر، أصبح أفضل هداف فرنسي في تاريخ مباريات كرة القدم للأندية، متجاوزًا تييري هنري. في 8 يناير، سجل بنزيما هدفه رقم 300 مع ريال مدريد من ركلة جزاء في الفوز 4–1 على أرضه في الدوري الإسباني ضد فالنسيا.
في 9 مارس، سجل هاتريك في غضون 17 دقيقة في مباراة العودة ضد باريس سان جيرمان في دور الـ16 من دوري أبطال أوروبا. في سن ال 34، أصبح بنزيما أكبر لاعب يسجل هاتريك في دوري أبطال أوروبا. مع الأهداف الثلاثة، رفع بنزيما رصيده إلى 309، متجاوزًا ألفريدو دي ستيفانو كثالث أفضل هداف في تاريخ ريال مدريد. في 14 مارس، سجل بنزيما هدفين في مباراة في الدوري الإسباني ضد مايوركا وحطم الرقم القياسي الذي كان يحمله هنري، وأصبح أفضل هداف فرنسي على الإطلاق برصيد 413 هدفًا. في 6 أبريل، سجل هاتريك آخر في دوري أبطال أوروبا في مباراة الفوز 3–1 خارج أرضه على تشيلسي في ذهاب ربع النهائي. أصبح بنزيما ثاني لاعب فقط (بعد كريستيانو رونالدو) يسجل هاتريك متتالية في مباريات خروج مغلوب متتالية في دوري أبطال أوروبا. بعد أسبوع واحد في مباراة الإياب في سانتياغو برنابيو، سجل بنزيما رأسية في الدقيقة 96 في الوقت الإضافي والتي أثبتت أنها محورية، حيث خسر ريال مدريد أمام تشيلسي 2–3 لكنه تأهل لنصف النهائي بنتيجة 5–4 في مجموع المباراتين.

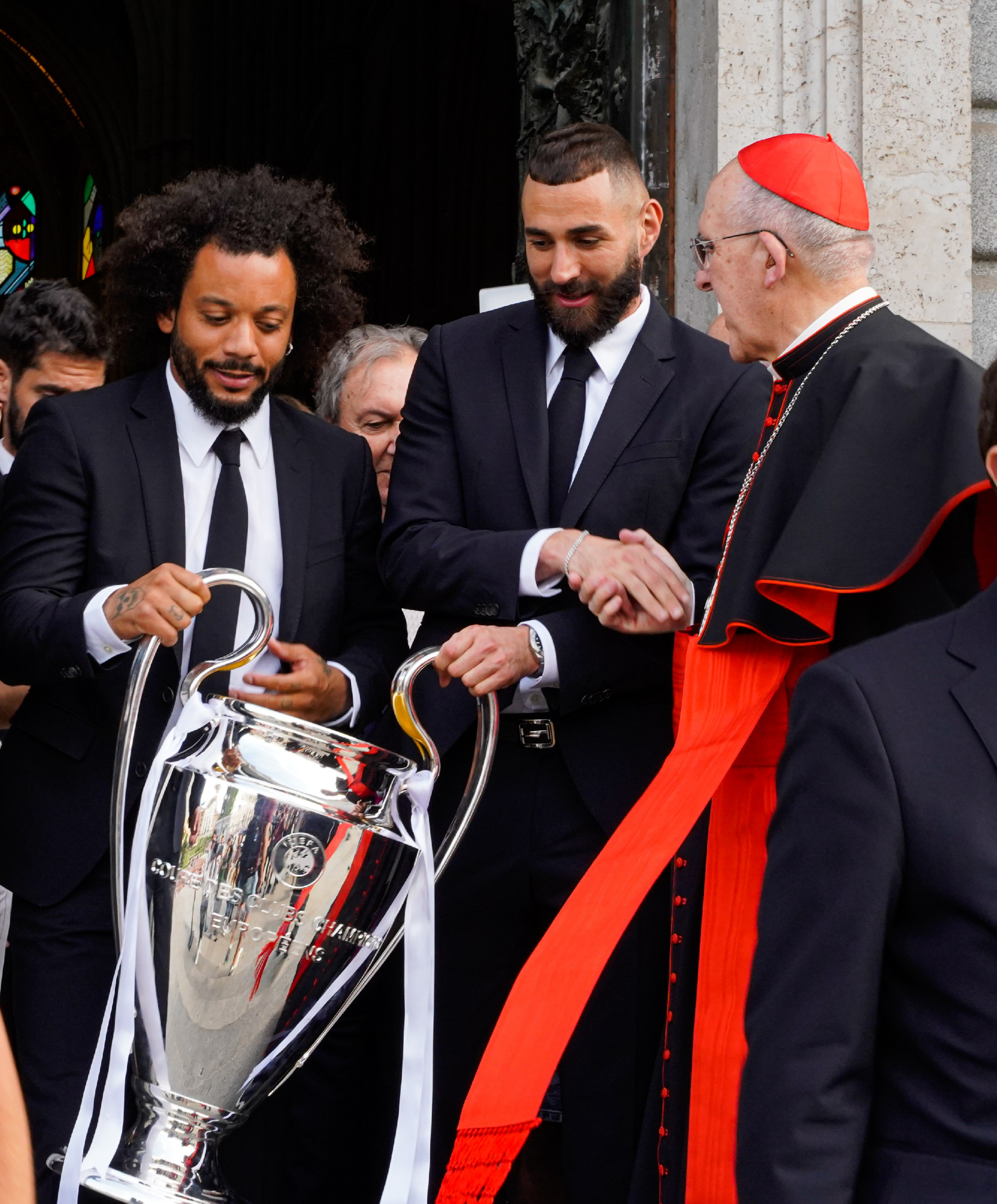
من اليسار إلى اليمين: مارسيلو وبنزيما وكارلوس أوسورو سييرا مع كأس دوري أبطال أوروبا لعام 2022

في 30 أبريل 2022، ساعد ريال في انتزاع لقبه الإسباني رقم 35 بهدف في الفوز 4–0 على إسبانيول في البرنابيو. في 4 مايو، سجل هدفًا حاسمًا من ركلة جزاء في الوقت الإضافي في مباراة الإياب ضد مانشستر سيتي وساعد ريال مدريد في الوصول إلى نهائي كأس أوروبا السابع عشر. بحلول نهاية موسم 2021–22 في الدوري الإسباني، فاز بنزيما بأول لقب له في جائزة بيتشيشي برصيد 27 هدفًا في 32 مباراة. في 28 مايو، فاز بلقب دوري أبطال أوروبا للمرة الخامسة بعد فوزه 1–0 على ليفربول في النهائي، وأنهى البطولة كأفضل هداف برصيد 15 هدفًا في المجموع. في 31 مايو، اُختير بنزيما كأول لاعب في دوري أبطال أوروبا لهذا الموسم. في 13 أغسطس، تم ترشيحه لجائزة الكرة الذهبية، والتي تعتبر على نطاق واسع المرشح المفضل للفوز بها. تقديراً لأدائه في ذلك الموسم، حصل بنزيما على الكرة الذهبية في 17 أكتوبر.

## مسيرته الدولية

### الشباب
على الرغم من أصوله الجزائرية، الا انه فضل اللعب للمنتخب الفرنسي حيث شارك بنزيما بجميع الفئات العمرية للمنتخب الفرنسي للشباب، ابتداءً من المنتخب الفرنسي لتحت الـ 16 عاماً حيث شارك مع الفريق لستة لقاءات وسجل هدف واحد فقط، وفي 2004 كان بنزيما ضمن تشكيلة المنتخب الفرنسي لتحت الـ17 عاماً وفاز مع الفريق ببطولة أوروبا تحت 17 سنة في عام 2004، وهذه كانت المرة الأولى التي يفوز فيها الفريق بهذا اللقب، وشارك كريم في البطولة بشكل جيد وسجل هدف واحد أمام منتخب أيرلندا الشمالية في دور المجموعات، وقد شارك بنزيما مع فريق المنتخب الفرنسي لتحت الـ17 عاماً في نسخة 2005 من بطولة ميريديان، وقد شارك في كل أربعة مباريات الفريق وسجل خمسة أهداف للفريق وساعد الفريق للفوز بالبطولة، وفي مجموع مشاركات بنزيما مع المنتخب الفرنسي لتحت 17 عاماً شارك بنزيما لـ 18 لقاء وسجل خلالهم 14 هدف.
و خلال موسم 2005–06 لعب بنزيما مع منتخب فرنسا لتحت 18 عاماً وشارك بعشرة لقاءات خلالهم سجل خمسة أهداف، وبعد ذلك حصل على استدعاء من المنتخب الفرنسي لتحت الـ 21 عاماً وهناك ساعد الفريق للتأهل في بطولة بطولة أوروبا تحت 21 سنة، وشارك بنزيما مع الفريق لخمسة لقاءات فقط ولم يسجل خلالها أي هدف، ولقاءه الأخير مع الفريق كان أمام المنتخب الإسرائيلي حيث خسر الفريق بشكل غريب في دور التصفيات.

### المنتخب الأول

#### يورو 2008

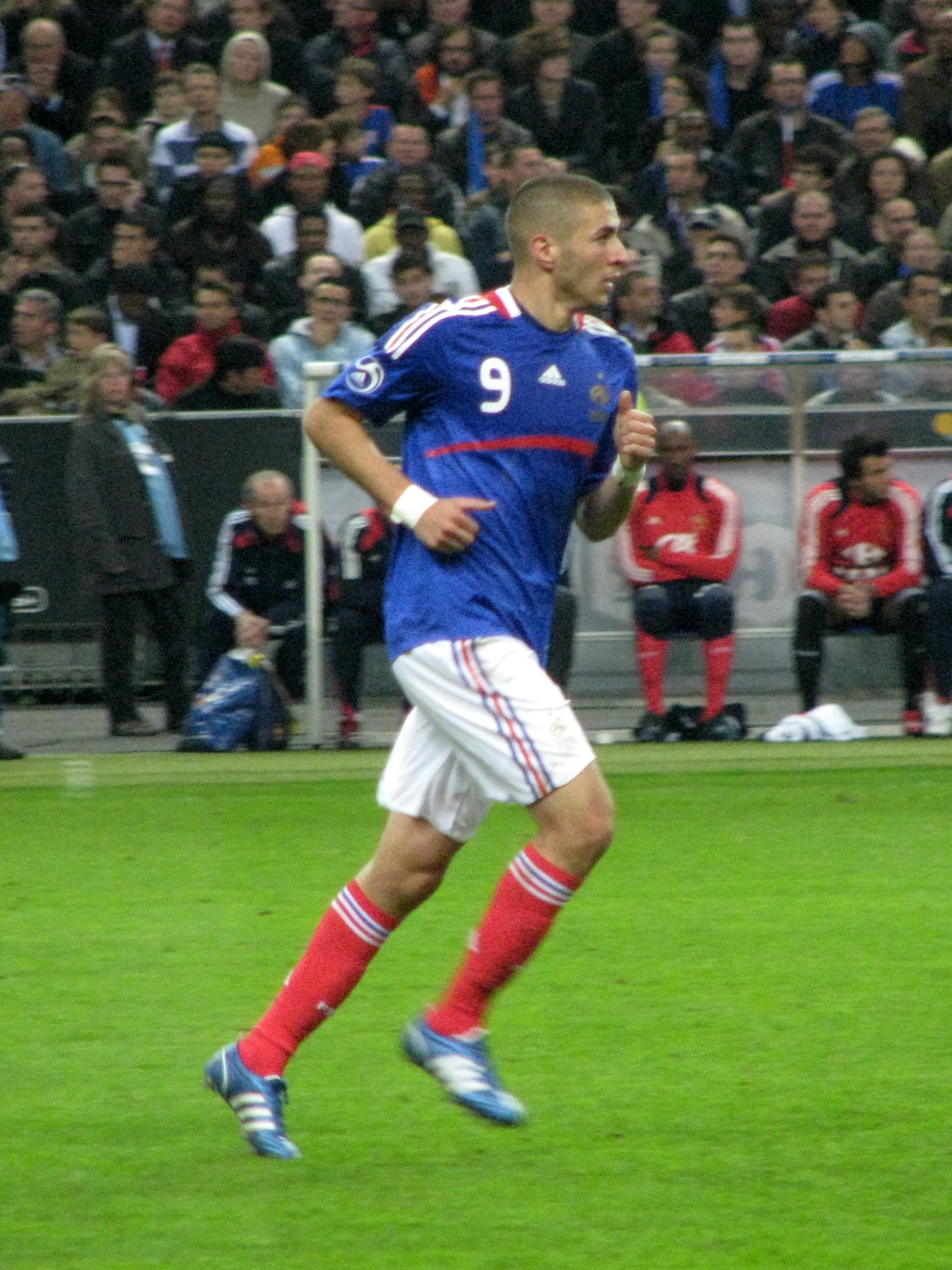
لعب بنزيما مع منتخب فرنسا في أبريل 2008

تم استدعاء بنزيما لأول مرة للمنتخب الوطني الأول من قبل ريمون دومينيك في 9 نوفمبر 2006 لمباراة الفريق الودية ضد اليونان التي لعبت في 15 نوفمبر. وصف بنزيما الاستدعاء بأنه «مكافأة»، بينما قال أيضًا «أنا سعيد بالطبع أنا وعائلتي.» قبل يومين من المباراة، أُجبر على الانسحاب من الفريق بسبب إصابة في الفخذ تعرض لها أثناء اللعب محليًا مع ليون. بعد فشله في الانضمام لتشكيلة الفريق لمباراة فبراير 2007 ضد الأرجنتين، عاد بنزيما إلى الفريق في مارس لمباراة في تصفيات بطولة أمم أوروبا 2008 ضد ليتوانيا ومباراة ودية ضد النمسا. بعد فشله في المشاركة في التصفيات، شارك لأول مرة دوليًا في 28 مارس 2007 ضد النمسا. شارك بنزيما كبديل عن جبريل سيسيه في الشوط الأول وسجل الهدف الوحيد في المباراة بعد ركلة حرة من سمير نصري. في 13 أكتوبر، سجل بنزيما ثنائية في الفوز 6–0 على جزر فارو. بعد الظهور بانتظام في الفريق لبقية موسم 2007–08، تم اختياره في الفريق المكون من 23 لاعباً للمشاركة في بطولة أمم أوروبا 2008.
شارك بنزيما لأول مرة في المسابقة في 9 يونيو 2008 في المباراة الافتتاحية للفريق ضد رومانيا. بدأ بنزيما المباراة، ولكن تم استبدال بنصري في الشوط الثاني بعد أداءه المحبط. انتهت المباراة بنتيجة 0–0 وتعرض بنزيما لانتقادات لاحقة من قبل وسائل الإعلام الفرنسية لأدائه وخصوصا صحيفة لو بوان معلنة أن بنزيما «لا يمكن التعرف عليه» وأنه «يرمز إلى عجز فرنسا في الهجوم». كما أشارت الصحيفة إلى افتقاره إلى الخبرة الدولية بسبب أدائه الضعيف. في مباراة المجموعة التالية للفريق ضد هولندا، لم يلعب بنزيما أي دور في الهزيمة 4–1. عاد إلى الفريق في مباراته الأخيرة بالمجموعة ضد إيطاليا وأخذ مكانًا في التشكيلة الأساسية. ومع ذلك، خسرت فرنسا 2–0 وتم إقصائها من المنافسة.
في نوفمبر 2008، تم اتهام بنزيما، من بين العديد من اللاعبين الشباب الآخرين في الفريق، بالوقاحة أثناء حملة الفريق في بطولة أوروبا. جاء الاتهام من زميله الدولي ويليام غالاس الذي أدخل التهمة في سيرته الذاتية. على الرغم من أن معظم اتهامات غالاس كانت موجهة إلى نصري، أثناء المسابقة، فقد ذكرت صحيفة لو باريزيان أن العديد من لاعبي المنتخب الوطني وصفوا بنزيما بأنه «متعجرف» وأن المهاجم تعرض للتوبيخ بواسطة لاعب خط الوسط كلود ماكيليلي عقب خسارة الفريق أمام هولندا.

#### كأس العالم 2010
على الرغم من التقارير الواردة بعد يورو 2008، ظل بنزيما لاعباً أساسياً في الفريق وقبل التأهل لكأس العالم 2010، انتقل إلى القميص رقم 10 بعد أن ارتدى سابقاً الرقم 9. في أول مباراة للفريق بعد إقصائه من يورو 2008، سجل بنزيما هدفًا في مباراة ودية 3–2 على السويد في غوتنبرغ. بعد شهرين، سجل هدفًا آخر في الفوز 3–1 على تونس في ملعب فرنسا. في 5 يونيو 2009، حول بنزيما الهدف الوحيد في المباراة، من ركلة جزاء، في الفوز 1–0 على تركيا في ملعب جيرلان، ملعب موطنه. سجل أول أهدافه في تصفيات كأس العالم 2010 في انتصاراته على جزر فارو والنمسا في أكتوبر 2009. ستكون مباراته ضد النمسا هي الأخيرة له في حقبة دومينيك حيث فشل في دخول منتخب فرنسا المكون من 30 لاعباً أساسياً لكأس العالم. وأشار دومينيك إلى أداء بنزيما مع ناديه الجديد ريال مدريد المحبط، بدلاً من تورطه المزعوم في فضيحة جنسية كسبب لعدم ضم المهاجم الفرنسي. قبل الكشف عن القائمة، أبلغ بنزيما مونت كارلو الدولية أنه إذا لم يتم اختياره فسيصاب بخيبة أمل كبيرة، لكنه لن يُقتل «وسأدعم منتخب فرنسا مهما حدث».

#### يورو 2012

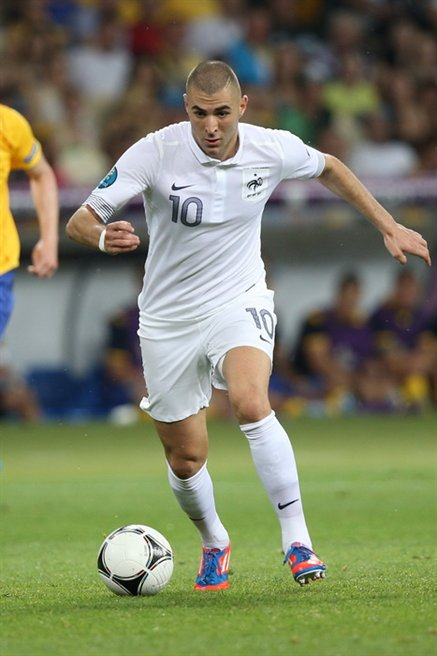
بنزيما يلعب لفرنسا في بطولة أمم أوروبا 2012

بعد نهائيات كأس العالم، عاد بنزيما إلى المنتخب الوطني تحت قيادة المدرب الجديد لوران بلان. سعى بلان، أحد المعجبين بنزيما، إلى بناء الهجوم حول المهاجم، وبعد مرور عام تقريبًا دون تمثيل فرنسا، عاد بنزيما إلى الفريق في الهزيمة 2–1 أمام النرويج في أوسلو. إلى جانب جوركوف، قاد بنزيما الفريق في التسجيل في تصفيات بطولة أمم أوروبا 2012 وسجل ثلاثة أهداف. سجل أهدافه الثلاثة في الانتصارات على البوسنة والهرسك ولوكسمبورغ وألبانيا. في 17 نوفمبر 2010، سجل بنزيما الهدف الافتتاحي في فوز فرنسا 2–1 على إنجلترا على ملعب ويمبلي. في مباراة الفريق القادمة ضد البرازيل في فبراير 2011، سجل الهدف الوحيد لفرنسا في فوز 1–0. بعد المشاركة بانتظام في تصفيات بطولة أمم أوروبا 2012، في 29 مايو 2012، تم اختيار بنزيما في الفريق للمشاركة في المسابقة. في 5 يونيو، في المباراة الودية النهائية للفريق قبل بطولة اليورو، سجل بنزيما هدفين في الفوز 4–0 على إستونيا. في يورو 2012، شارك بنزيما كأساسي في المباراة الافتتاحية للفريق ضد إنجلترا، والتي انتهت بالتعادل 1–1. في مباراة الفريق التي تلت ذلك في مرحلة المجموعات ضد أوكرانيا، ساعد في صنع هدفي في الفوز 2–0.

#### كأس العالم 2014
في 11 أكتوبر 2013، سجل بنزيما هدفه الأول للمنتخب الفرنسي منذ يونيو 2012 في مباراة ودية ضد أستراليا، وبذلك أنهى الجفاف التهديفي لمنتخب بلاده الذي استمر 1222 دقيقة. في تلك المباراة التي أقيمت في بارك دي برينس في باريس، والتي فازت بها فرنسا 6–0، سجل بنزيما الهدف السادس والأخير لفرنسا في الدقيقة 50 بعد أن تلقّى عرضية فرانك ريبيري من الجناح الأيسر. في مباراة الإياب من تصفيات كأس العالم 2014 ضد أوكرانيا التي أقيمت في 19 نوفمبر 2013 على ملعب فرنسا، سجل بنزيما الهدف الثاني لفرنسا في الدقيقة 34 ليعادل النتيجة الإجمالية 2–2. وأحرز بنزيما هدفه عندما ارتد إلى الشباك بعد تدافع كبير في منطقة الجزاء الأوكرانية، على الرغم من أنه شارك في الإعادة على شاشات التلفاز متسللاً بحوالي متر واحد عندما لمست الكرة صدر ماثيو فالبوينا. وكان بنزيما قد حُرم قبل أربع دقائق من تسجيل هدف شرعي، ورفع راية التسلل خطأً عندما حول عرضية ريبيري المنخفضة إلى الشباك. كانت أوكرانيا قد فازت في مباراة الذهاب 2–0 في كييف قبل أربعة أيام فقط. ستفوز فرنسا في النهاية بمباراة الإياب 3–0 للتقدم إلى نهائيات كأس العالم 2014 في البرازيل بنتيجة 3–2.
في 6 يونيو 2014، تم اختيار بنزيما في تشكيلة المنتخب الفرنسي المشاركة في كأس العالم 2014، وكان أول مشاركة له في البطولة. في المباراة الأولى للفريق، حيث فاز 3–0 على هندوراس في بورتو أليغري في 15 يونيو، سجل هدفًا في الشوط الأول من ركلة جزاء. كما تسبب بالهدف الثاني للفريق عندما ارتدت تسديدته من القائم وتخطت خط المرمى من قبل حارس مرمى هندوراس نويل فالاداريس ليسجل هدفًا في مرماه، وهو أول هدف في كأس العالم يُستخدم فيه تقنية خط المرمى. وأضاف لاحقًا هدفًا ثالثًا ليحقق فوز فرنسا 3–0 على هندوراس. تم اختياره من قبل الفيفا كرجل المباراة لأدائه. في المباراة الثانية للمجموعات، سجل هدفًا وتسبب بركلة جزاء واضاعها، وصنع هدفين في الفوز 5–2 لسويسرا، حيث ضمنت فرنسا التأهل إلى مرحلة خروج المغلوب. خرجت فرنسا في وقت لاحق من قبل ألمانيا في دور الثمانية من البطولة.

#### يورو 2016، وكأس العالم 2018
في 13 أبريل 2016، أعلن الاتحاد الفرنسي لكرة القدم أن بنزيما لن يتم اختياره لبطولة أمم أوروبا 2016 على أرضه. رد في 1 يونيو 2016 في ماركا، في مقابلة بعنوان 'بنزيما: «ديشان تخلى عنه بسبب ضغوط من الجانب العنصري الفرنسي».
كما تم استبعاد بنزيما من قائمة كأس العالم 2018 في روسيا. وجه بنزيما إحباطه إلى رئيس الاتحاد الفرنسي لكرة القدم نويل لو غرايت، وغرد لاحقًا: «السيد لو غرايت، مع كل الاحترام الواجب ، لقد فقدت فرصة للبقاء صامتًا. لقد اكتشفت وجهك الحقيقي ، وهذا ليس هو الذي قال إنه يقدرني ولن يناقش موضوع اختيارات الفريق!»
في نوفمبر 2019، رد بنزيما على تعليقات لو غرات بأن مسيرته مع فرنسا قد انتهت، بقوله: «إذا كنت تعتقد أنني انتهيت، دعني ألعب مع أحد البلدان الأخرى التي أنا مؤهل لها وسنرى.»

#### عودته إلى المنتخب، وفوزه بدوري الأمم واعتزاله
في 18 مايو 2021، بعد إشاعات من وسائل الإعلام، تم إدراج بنزيما رسميًا في تشكيلة فرنسا المكونة من 26 لاعباً لبطولة أمم أوروبا 2020، وهو أول استدعاء له من المنتخب الوطني منذ أكثر من خمس سنوات. شارك لأول مرة منذ عودته في 2 يونيو، في مباراة الفوز 3–0 على ضيفه ويلز، في مباراة ودية قبل البطولة، والتي أضاع خلالها ركلة جزاء، لكنه شارك لاحقًا في الهدف الأخير الذي سجله أنطوان غريزمان. في 23 يونيو 2021، سجل هدفين في مباراة التعادل 2–2 ضد البرتغال، ليكونا أول أهدافه في بطولة أمم أوروبا. وسجل بعد ذلك ثنائية أخرى في مباراة فرنسا في دور الستة عشر ضد سويسرا، لكن فرنسا خرجت من البطولة بركلات الترجيح بعد التعادل 3–3 في الأشواط الأصلية والإضافية. مع أربعة أهداف في العديد من المباريات، فاز بنزيما بالحذاء البرونزي لبطولة أمم أوروبا 2020.
في نصف نهائي نهائيات دوري الأمم الأوروبية 2021 في 7 أكتوبر، سجل بنزيما الهدف الأول لفرنسا في الشوط الثاني حيث عاد من الخلف ليهزم بلجيكا 3–2. لقد تفوق على زيدان في أرقام التهديف مع فرنسا حيث سجل هدفه 32 ليصبح سادس هداف في تاريخهم. في المباراة النهائية بعد ثلاثة أيام، سجل هدف التعادل المؤقت حيث واصلت فرنسا للفوز باللقب للمرة الأولى بفوزها 2–1 على إسبانيا؛ حصل على لقب «أفضل لاعب في المباراة» من قبل الاتحاد الأوروبي لكرة القدم لأدائه في النهائي. مع هدفين، كان أفضل هداف مشترك لنهائيات دوري الأمم، إلى جانب الإسباني فيران توريس وزميله في الفريق كيليان مبابي، الذي فاز بلقب الهداف بسبب تمريرة لتمريرتين حاسمتين أيضًا – فاز بنزيما بالحذاء البرونزي بسبب لعبه لدقائق أكثر من توريس. كانت دوري الأمم هي الكأس الأولى لبنزيما مع منتخب فرنسا الأول واللقب السابع والعشرين في مسيرته، مما جعله أكثر لاعب فرنسي تتويجًا في تاريخ كرة القدم.
في 13 نوفمبر 2021، سجل بنزيما أهدافه الأولى في تصفيات كأس العالم 2022 بثنائية في الفوز بنتيجة 8–0 على كازاخستان حيث حجزت فرنسا مكانها في قطر 2022. وجعلته هذه الثنائية يتخطى دافيد تريزيغيه ليصبح خامس أفضل هداف في تاريخ المنتخب الفرنسي برصيد 35 هدفًا. على الرغم من إدراجه في تشكيلة فرنسا النهائية المشاركة في كأس العالم 2022، في 19 نوفمبر، صرح الاتحاد الفرنسي لكرة القدم أن بنزيما سيضطر إلى التغيب عن البطولة بسبب إصابة في الفخذ.  على الرغم من عدم مشاركته في البطولة، حصل بنزيما يحصل على الميدالية الفضية حيث لم يتم استبداله بلاعب آخر على عكس كريستوفر نكونكو الذي حل محله كولو مواني. في 19 ديسمبر، أعلن بنزيما اعتزاله الدولي.

## حياته الشخصية

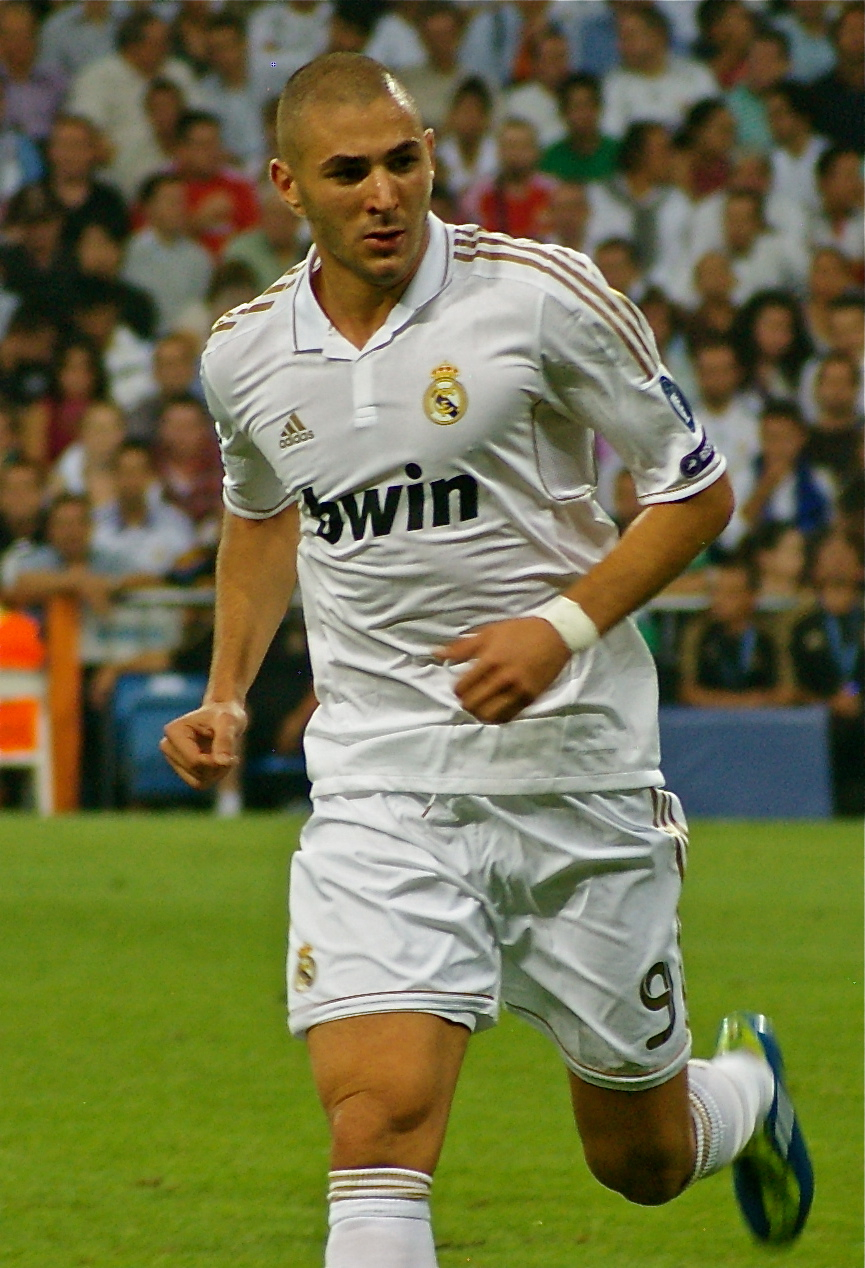
كريم بنزيما مع ريال مدريد ضد نادي اياكس

ولد كريم بنزيما في مدينة ليون، بفرنسا لمواطنين فرنسيين من أصل جزائري. لكونه مسلم ملتزم فهو يصوم شهر رمضان. كان جده «دا لكحل بنزيما»، يعيش في قرية تيقزيرت، الواقعة في بلدية بني جليل (ولاية بجاية) شمال الجزائر قبل أن يهاجر إلى ليون، حيث استقر في نهاية المطاف في الخمسينيات. ولد والد بنزيما حفيظ في تيقزيرت، بينما ولدت ونشأت والدته «وحيدة جبارة» في ليون؛ بينما كان أصل عائلتها من وهران. بنزيما هو ثالث أصغر فرد في العائلة ونشأ مع ثمانية أشقاء آخرين في برون، الضاحية الشرقية ليون. شقيقيه الأصغرين جريسي وصبري لاعبي كرة القدم. يمارس اللاعب الأول حاليًا هوايته على مستوى الهواة مع فولكس لو فيلين في دوري الدرجة السادسة لكرة القدم الفرنسية، بينما يلعب الأخير في أكاديمية الشباب لأحد الأندية في مسقط رأس العائلة برون.
في 3 فبراير 2014، ولدت ابنته ميليا من زوجته الأولى. في 5 مايو 2017، ولد ابنه إبراهيم من زوجته الثانية " كورا غوتييه " والتي تزوجها في عام 2016 م .
منذ التطور على الصعيد الدولي، شارك بنزيما في العديد من الحملات الإعلانية. تم اختياره سفيراً لناشر ألعاب الفيديو الأمريكية إلكترونيك آرتس لسلسلة فيفا. وقد وقع العديد من عقود الرعاية، ولا سيما مع شركة هيونداي الكورية لصناعة السيارات، وشركة الهاتف الفرنسية الشركة الفرنسية للاتصالات وفرعها باز موبايل، والبنك الفرنسي إل سي إل وشركة المراهنات الرياضية بيوين. بنزيما برعاية أديداس. في عام 2017، صدر فيلمه الوثائقي Le K Benzema. في عام 2020، بدأ بنزيما قناته الخاصة على يوتيوب، ونشر مقاطع فيديو عن حياته اليومية، بالإضافة إلى مقابلات وأسئلة وأجوبة المعجبين.

## الإحصائيات

### النادي
آخر تحديث 30 ديسمبر 2022.
| النادي     | الموسم   | الدوري                        | الدوري | الدوري  | الكأس الوطني | الكأس الوطني | كأس الدوري | كأس الدوري | أوروبا | أوروبا  | أخرى   | أخرى    | المجموع | المجموع |
| النادي     | الموسم   | الدرجة                        | الظهور | الأهداف | الظهور       | الأهداف      | الظهور     | الأهداف    | الظهور | الأهداف | الظهور | الأهداف | الظهور  | الأهداف |
| ---------- | -------- | ----------------------------- | ------ | ------- | ------------ | ------------ | ---------- | ---------- | ------ | ------- | ------ | ------- | ------- | ------- |
| ليون ب     | 2004–05  | الدوري الفرنسي الدرجة الثالثة | 11     | 10      | —            | —            | —          | —          | —      | —       | —      | —       | 11      | 10      |
| ليون ب     | 2005–06  | الدوري الفرنسي الدرجة الثالثة | 9      | 5       | —            | —            | —          | —          | —      | —       | —      | —       | 9       | 5       |
| ليون ب     | المجموع  | المجموع                       | 20     | 15      | —            | —            | —          | —          | —      | —       | —      | —       | 20      | 15      |
| ليون       | 2004–05  | الدوري الفرنسي                | 6      | 0       | 0            | 0            | 0          | 0          | 0      | 0       | —      | —       | 6       | 0       |
| ليون       | 2005–06  | الدوري الفرنسي                | 13     | 1       | 2            | 2            | 0          | 0          | 1      | 1       | —      | —       | 16      | 4       |
| ليون       | 2006–07  | الدوري الفرنسي                | 21     | 5       | 1            | 0            | 1          | 0          | 3      | 2       | 1      | 1       | 27      | 8       |
| ليون       | 2007–08  | الدوري الفرنسي                | 36     | 20      | 6            | 6            | 2          | 1          | 7      | 4       | 1      | 0       | 52      | 31      |
| ليون       | 2008–09  | الدوري الفرنسي                | 36     | 17      | 2            | 1            | 0          | 0          | 8      | 5       | 1      | 0       | 47      | 23      |
| ليون       | المجموع  | المجموع                       | 112    | 43      | 11           | 9            | 3          | 1          | 19     | 12      | 3      | 1       | 148     | 66      |
| ريال مدريد | 2009–10  | الدوري الإسباني               | 27     | 8       | 1            | 0            | —          | —          | 5      | 1       | —      | —       | 33      | 9       |
| ريال مدريد | 2010–11  | الدوري الإسباني               | 33     | 15      | 7            | 5            | —          | —          | 8      | 6       | —      | —       | 48      | 26      |
| ريال مدريد | 2011–12  | الدوري الإسباني               | 34     | 21      | 5            | 3            | —          | —          | 11     | 7       | 2      | 1       | 52      | 32      |
| ريال مدريد | 2012–13  | الدوري الإسباني               | 30     | 11      | 8            | 4            | —          | —          | 10     | 5       | 2      | 0       | 50      | 20      |
| ريال مدريد | 2013–14  | الدوري الإسباني               | 35     | 17      | 6            | 2            | —          | —          | 11     | 5       | —      | —       | 52      | 24      |
| ريال مدريد | 2014–15  | الدوري الإسباني               | 29     | 15      | 3            | 0            | —          | —          | 9      | 6       | 5      | 1       | 46      | 22      |
| ريال مدريد | 2015–16  | الدوري الإسباني               | 27     | 24      | 0            | 0            | —          | —          | 9      | 4       | —      | —       | 36      | 28      |
| ريال مدريد | 2016–17  | الدوري الإسباني               | 29     | 11      | 3            | 1            | —          | —          | 13     | 5       | 3      | 2       | 48      | 19      |
| ريال مدريد | 2017–18  | الدوري الإسباني               | 32     | 5       | 1            | 1            | —          | —          | 9      | 5       | 5      | 1       | 47      | 12      |
| ريال مدريد | 2018–19  | الدوري الإسباني               | 36     | 21      | 6            | 4            | —          | —          | 8      | 4       | 3      | 1       | 53      | 30      |
| ريال مدريد | 2019–20  | الدوري الإسباني               | 37     | 21      | 3            | 1            | —          | —          | 8      | 5       | —      | —       | 48      | 27      |
| ريال مدريد | 2020–21  | الدوري الإسباني               | 34     | 23      | 1            | 0            | —          | —          | 10     | 6       | 1      | 1       | 46      | 30      |
| ريال مدريد | 2021–22  | الدوري الإسباني               | 32     | 27      | 0            | 0            | —          | —          | 12     | 15      | 2      | 2       | 46      | 44      |
| ريال مدريد | 2022–23  | الدوري الإسباني               | 8      | 7       | 0            | 0            | —          | —          | 4      | 0       | 1      | 1       | 13      | 8       |
| ريال مدريد | المجموع  | المجموع                       | 423    | 226     | 44           | 21           | —          | —          | 126    | 74      | 24     | 10      | 618     | 331     |
| الإجمالي   | الإجمالي | الإجمالي                      | 555    | 284     | 55           | 30           | 3          | 1          | 146    | 86      | 27     | 11      | 786     | 412     |

1. 1 2 3 4 5 6 7 8 9 10 11 12 13 14 15 16 17 18  المباريات في دوري أبطال أوروبا
2. 1 2 3  المباريات في كأس الأبطال الفرنسي
3. 1 2 3 4  المباريات في كأس السوبر الإسباني
4. ↑  مباراة واحدة في كأس السوبر الأوروبي، ومباراتين في كأس السوبر الإسباني، ومباراتين وهدف واحد في كأس العالم للأندية
5. ↑  مباراة واحدة في كأس السوبر الأوروبي، ومباراتين في كأس السوبر الإسباني، ومباراتين وهدفين في كأس العالم للأندية
6. ↑  مباراة واحدة في كأس السوبر الأوروبي، ومباراة واحدة وهدف واحد في كأس السوبر الإسباني، ومباراتين في كأس العالم للأندية
7. ↑  مباراة واحدة وهدف واحد في كأس السوبر الأوروبي، ومباراتين في كأس العالم للأندية
8. ↑  مباراة واحدة وهدف واحد في كأس السوبر الأوروبي

### المنتخب
آخر تحديث 13 يونيو 2022.
| المنتخب | الموسم  | الظهور | الاهداف |
| ------- | ------- | ------ | ------- |
| فرنسا   | 2007    | 8      | 3       |
| فرنسا   | 2008    | 11     | 2       |
| فرنسا   | 2009    | 8      | 3       |
| فرنسا   | 2010    | 5      | 3       |
| فرنسا   | 2011    | 10     | 2       |
| فرنسا   | 2012    | 12     | 2       |
| فرنسا   | 2013    | 10     | 2       |
| فرنسا   | 2014    | 13     | 8       |
| فرنسا   | 2015    | 4      | 2       |
| فرنسا   | 2021    | 13     | 9       |
| فرنسا   | 2022    | 3      | 1       |
| المجموع | المجموع | 97     | 37      |

## الإنجازات

### النادي
ليون
- الدوري الفرنسي (4): 2004–05، 2005–06، 2006–07، 2007–08
- كأس فرنسا: 2007–08
- كأس الأبطال الفرنسي (3): 2005، 2006، 2007

ريال مدريد
- الدوري الإسباني (4): 2011–12، 2016–17،[217] 2019–20[218]، 2021–22[219]
- كأس ملك إسبانيا (3): 2010–11،[220] 2013–14[221]، 2022–23
- كأس السوبر الإسباني (4): 2012،[222] 2017،[223] 2019–20،[224] 2021–22
- دوري أبطال أوروبا (5): 2013–14،[225] 2015–16،[226] 2016–17،[227] 2017–18[228]، 2021–22
- كأس السوبر الأوروبي (4): 2014،[229] 2016،[230] 2017[231] 2022
- كأس العالم للأندية (5): 2014،[232] 2016،[233] 2017، [234] 2018،[235] 2022[236]

الاتحاد السعودي :
دوري روشن السعودي 2024-2025
كأس خادم الحرمين الشريفين 2024-2025

### دولي
فرنسا تحت 17 سنة
- بطولة أمم أوروبا تحت 17 سنة: 2004[238]

فرنسا
- دوري الأمم الأوروبية: 2020–21[239]

### الفردية
- جائزة الكرة الذهبية (1): 2022
- جائزة أفضل لاعب في أوروبا (1): 2021–22[240]
- أفضل لاعب فرنسي في العام (4): 2011، 2012، 2014، 2021[241]
- جائزة برافو لأفضل لاعب شاب تحت 21 سنة: 2008
- هداف الدوري الفرنسي: 2007–08[242]
- لاعب الموسم في الدوري الفرنسي: 2007–08[243][244]
- تشكيلة الموسم في الدوري الفرنسي: 2007–08[241]
- النجمة الذهبية: 2007–08[245]
- فيفبرو مُرشح: 2009،[246] 2011،[247] 2012،[248] 2019 (المهاجم الخامس عشر)
- فيفبرو التشكيلة الثالثة (2): 2015، 2017[249][250]
- فيفبرو التشكيلة الرابعة (2): 2014، 2016[251][252]
- فيفبرو التشكيلة الخامسة: 2018[253]
- أفضل مُمرّر تمريرات حاسمة في دوري أبطال أوروبا: 2011–12[254]
- لاعب الشهر في الدوري الإسباني (2): أكتوبر 2014، يونيو 2020[255]
- جائزة أفضل لاعب فرنسي (4): 2011، 2012، 2014، 2021[256]
- أسرع هدف في تاريخ الكلاسيكو يوم 10 ديسمبر 2011 (21 ثانية)[257]
- جائزة أفضل لاعب فرنسي في الخارج: 2019،[258] 2021[259]

- تشكيلة الموسم للدوري الإسباني من اليويفيا: 2019–20[260]
- جائزة ألفريدو دي ستيفانو: 2019–20[261]
- فريق العام من صحيفة ليكيب: 2020 (التصويت من قبل الجماهير)[261]
- أفضل لاعب من صحيفة ماركا في موسم 2019–20 (التصويت من قبل الجماهير)[262]
- هداف دوري أبطال أوروبا موسم 2021/2022 – 15 هدف
- هداف الدوري الإسباني موسم 2021/2022 – 27 هدف
- جائزة أونز الذهبية لأفضل لاعب في العالم (2) موسم 2020/2021 – 2021/2022
- أفضل لاعب في دوري أبطال أوروبا موسم 2021/2022
- جوائز جلوب سوكر جائزة أفضل لاعب موسم 2021/2022.[263]

## وصلات خارجية
- كريم بنزيما على موقع IMDb (الإنجليزية)
- كريم بنزيما على موقع ألو سيني (الفرنسية)
- كريم بنزيما على موقع ميوزك برينز (الإنجليزية)
- كريم بنزيما على موقع ديسكوغز (الإنجليزية)
- كريم بنزيما على موقع قاعدة بيانات الفيلم (الإنجليزية)

- كريم بنزيما على موقع الاتحاد الفرنسي لكرة القدم
- كريم بنزيما على موقع ريال مدريد
- كريم بنزيما على موقع الاتحاد الدولي (مؤرشف)  (الإنجليزية)
- كريم بنزيما على موقع الاتحاد الأوربي (الإنجليزية)
- كريم بنزيما على موقع رابطة كرة القدم الفرنسية للمحترفين (الإنجليزية)
- كريم بنزيما على موقع إي إس بي إن إف سي (الإنجليزية)
- كريم بنزيما على موقع قاعدة بيانات كرة القدم.إي يو (الإنجليزية)
- كريم بنزيما على موقع ليكيب (الفرنسية)
- كريم بنزيما على موقع ناشيونال فوتبول تيمز (الإنجليزية)
- كريم بنزيما على موقع Soccerbase.com (لاعب) (الإنجليزية)
- كريم بنزيما على موقع Soccerway.com (الإنجليزية)
- كريم بنزيما على موقع عالم كرة القدم.نت (الإنجليزية)